# Longing (2024)
Longing ist eine Tragikomödie von Savi Gavison. Es handelt sich um eine englischsprachige Adaption des Films Ga'agua des israelischen Regisseurs. Der Film mit Diane Kruger und Richard Gere in den Hauptrollen kam Anfang Juni 2024 in ausgewählte nordamerikanische Kinos und soll Ende Juni 2024 als Video-on-Demand veröffentlicht werden.

## Handlung
Der wohlhabende Geschäftsmann Daniel Bloch trifft seine frühere Freundin Rachel wieder, die er seit zwanzig Jahren nicht mehr gesehen hat. Sie stammt aus einer kleinen Stadt in Kanada und ist in der Großstadt zu Besuch. Daniel erfährt bei diesem unverhofften Wiedersehen, dass sie einen gemeinsamen Sohn namens Allen hatten, von dem er nichts wusste. Dieser ist jedoch vor kurzem im Alter von 19 Jahren bei einem Unfall ums Leben gekommen, bei dem sein Auto in einen Kanal stürzte. Daniel reist daraufhin nach Kanada, um das Grab seines Sohnes zu besuchen. Während seines Aufenthalts versucht er, mehr über Allen herauszufinden und erfährt einige verstörende Dinge. So war Allen besessen verliebt in seine Lehrerin Alice, wohnte im Elternhaus seiner 16-jährigen Freundin, die er nicht liebte, sie jedoch von ihm schwanger wurde.

## Produktion
Regie führte Savi Gavison, der auch das Drehbuch schrieb. Es handelt sich bei Longing um die englischsprachige Adaption seines Films Ga’agua von 2017, für den der israelische Regisseur vielfach ausgezeichnet wurde.
Richard Gere spielt den reichen Geschäftsmann Daniel Bloch, Suzanne Clément seine frühere Freundin Rachel, Tomaso Sanelli ihren gemeinsamen Sohn Allen und Diane Kruger dessen frühere Lehrerin Alice.
Die Dreharbeiten fanden im Herbst 2022 statt, unter anderem in Toronto, Hamilton, Cambridge und Kitchener in der kanadischen Provinz Ontario. Als Kameramann fungierte Paul Sarossy, der zuletzt für das Filmdrama Seven Veils von Atom Egoyan tätig war.
Die Filmmusik komponierte der kanadische Violinist und Sänger Owen Pallett, der zuletzt für Filme wie Life, The Box und Dream Scenario tätig war.
Der Film kam am 7. Juni 2024 in ausgewählte nordamerikanische Kinos, bevor er am 28. Juni 2024 als Video-on-Demand veröffentlicht wird.

## Rezeption
In den USA erhielt der Film von der MPAA ein R-Rating, was einer Freigabe ab 17 Jahren entspricht. In Deutschland wurde der Film von der FSK bereits ab 12 Jahren freigegeben.
Die Kritiken fielen zu einem großen Teil negativ aus.